# گمینا بیاووبژگی (استان ماسوویان)
گمینا بیاووبژگی (استان ماسوویان) (به لهستانی:  Gmina Białobrzegi) یک گمینا در لهستان است که در شهرستان بیاووبژگی واقع شده‌است. گمینا بیاووبژگی ۷۸٫۹۳ کیلومتر مربع مساحت و ۱۰٬۲۷۸ نفر جمعیت دارد.